# Comté de Mason (Virginie-Occidentale)
Pour les articles homonymes, voir Comté de Mason.
Le comté de Mason est un comté des États-Unis situé dans l’État de Virginie-Occidentale. En 2000, la population était de 25 957 habitants. Son siège est Point Pleasant.

## Principales villes
- Hartford City
- Henderson
- Leon
- Mason
- New Haven
- Point Pleasant